# Lepiceroidea
Lepiceroidea zijn een superfamilie van kevers uit de onderorde Myxophaga.

## Taxonomie
De superfamilie is als volgt onderverdeeld:
- Familie Lepiceridae Hinton, 1936 (1882)